# 全田浩
全田 浩（ぜんだ ひろし、1938年 - 2009年6月7日）は、日本の薬学者、薬剤師、薬学博士。福島県出身。1999年 - 2006年まで日本病院薬剤師会会長を勤め、薬学教育6年制の実現や病院薬剤師の配置問題に尽力し、2006年には厚生労働大臣表彰を受けた。

## 来歴・人物
- 福島県郡山市出身。
- 福島県立安積高等学校卒業。
- 1960年　金沢大学薬学部卒業
- 1964年　東京大学大学院薬学研究科博士課程中退・東京大学助手。
- 1966年  東京大学　薬学博士　論文名は「Kobusine(コブシン)の構造」[2]。
- 1968年 静岡薬科大学助教授。
- 1979年 信州大学教授・医学部付属病院薬剤部長。
- 2000年 星薬科大学大学院教授。
- 2006年 城西国際大学薬学部客員教授。
- 2009年6月7日多臓器不全にて、入院先の信州大学病院にて死去[1]。

病院薬剤師としての評価が高いが、薬剤師として活躍する前には実は天然有機科学研究者として将来を嘱望されていた。有機化学者としても頭角を現したのは東京大学大学院時代。当時、日本の有機化学会で最もレベルの高い研究をしていた東大薬学部の薬化学教室、ここは近藤平三郎、落合英二、岡本敏彦と当代超一級の有機化学者が歴代の教授を務め、窒素を含む天然有機化合物（アルカロイド）の研究で世界的な成果を次々と発表した。
戦前から東大の薬化学教室出身者のほとんどは日本全国の薬学部の教授になって、日本の薬学をリードしてきた。昭和20年代 - 昭和40年代までの間、日本の薬学会では、「東大の薬化学出身でなければヒトにあらず。」と言われたほどであった。金沢大学出身の全田は持ち前の負けず嫌いの性格で、俊秀集うこの研究室で矢毒で有名なトリカブトの成分研究に没頭し、何十人という優秀な研究者がどうしても解明できなかったコブシンというアルカロイドの構造を解明し、さらにはその全合成にも成功した。その成果を引っ提げてオレゴン大学に留学。
帰国後、東大薬化学教室出身で金沢大薬学部を経て静岡薬科大学に移った教授小菅卓夫に請われて静岡薬大薬学部の助教授に就任。彼はここで公私にわたり大活躍をした。小菅は東大薬化学教室出身の中でも頭脳の切れ、アイディアの豊富さでは抜きんでた存在であった。しかし、主宰する教室のスタッフに恵まれていなかったので小菅の研究テーマのほとんどは暗礁に乗り上げたかのような状態であった。静岡に赴任して10年以上の歳月が流れ、遅々として進まない研究に諦めの気持ちもよぎった。小菅は卒論の学生や卒業生を集め、マージャンにうつつを抜かす日々を送った。そんなある日、岡本から全田の話を聞いた。小菅はすぐ上京し、全田に会った。バイタリティーの、エネルギーの塊のような男だと見た。ひょっとすると研究が前に進むかもしれない、小菅には希望が出てきた。
全田を助教授に迎えてから、小菅の研究室は活気に満ちたものになっていった。いつの間にかマージャンはやらなくなっていた。全田は次々にデッドロックを解いていった。研究は一気に進展し、貝毒成分の構造決定、卵の黒焼きの成分、ブシの強心成分、焼き魚の焦げの中の発がん性成分、木タールの抗菌性物質等が次々と解決した。後に小菅はこれらの研究業績で日本薬学会賞を受賞するが、全田なしではこの受賞はなかったというのが大方の見方であった。こうして、小菅との二人三脚で大いなる研究成果を上げたのである。それらの研究を通じて多くの人材を育てたことは言うまでもない。

## 受賞歴
- 1996年：日本病院薬剤師会病院薬学賞受賞[3]。
- 2003年：日本医療薬学会功績賞受賞